# Ebolowa
Ebolowa je grad u Kamerunu, sjedište regije Sud (Jug) i departmana Mvila. Nalazi se 140 km jugozapadno od Yaoundéa. Kolonijalni je grad, poljoprivredni centar i važno prometno čvorište. U okolnom se području uzgajaju brojne poljoprivredne kulture, među kojima je najznačajniji kakaovac.
Godine 2005., Ebolowa je imala 64.980 stanovnika.

## Vanjske poveznice

### Ostali projekti
|  | Zajednički poslužitelj ima još gradiva o temi Ebolowa |